# Dossenheim
Dossenheim település Németországban, azon belül Baden-Württembergben. Lakosainak száma 12 534 fő (2023. december 31.).

## Népesség
A település népessége az elmúlt években az alábbi módon változott:
| Lakosok száma | 9366 | 12 504 | 12 477 | 12 515 | 12 498 | 12 592 | 12 534 |
|               | 1975 | 2015   | 2017   | 2019   | 2021   | 2022   | 2023   |